# Tittakudi
Tittakudi is een panchayatdorp in het district Cuddalore van de Indiase staat Tamil Nadu. 

## Demografie
Volgens de Indiase volkstelling van 2001 wonen er 20.734 mensen in Tittakudi, waarvan 51% mannelijk en 49% vrouwelijk is. De plaats heeft een alfabetiseringsgraad van 67%. 